# خولیو چاوز
خولیو هیراچ (یهانگلیسی: Julio Hirsch) معروف به خولیو چاوز (انگلیسی: Julio Chávez؛ زادهٔ ۱۴ ژوئیه ۱۹۵۶) یک بازیگر سینما و تلویزیون اهل آرژانتین است.
او متولد بوینس آیرس است و در سال ۱۹۷۳ اولین نقش خود را در یک فیلم بازی کرد. خولیو چاوز از سال ۱۹۷۶ تا به حال نقش‌های برجسته‌ای در سینمای آرژانتین و اخیراً در تلویزیون آرژانتین بازی کرده است.

## جوایز
برنده
- انجمن منتقدان فیلم آرژانتین: شاهرخ نقره‌ای، برای بهترین بازیگر نقش اول مرد ۲۰۰۸؛ بهترین بازیگر نقش اول مرد؛ بهترین بازیگر نقش اول مرد ۲۰۰۳.
- جشنواره فیلم لیدا آمریکای لاتین: بهترین بازیگر نقش اول مرد؛ ۲۰۰۳.
- جشنواره فیلم بوگوتا: لوح بهترین بازیگر نقش اول مرد؛ ۲۰۰۶.
- جشنواره بین‌المللی فیلم برلین: خرس نقره‌ای بهترین بازیگر نقش اول مرد؛ ۲۰۰۷.
- انجمن منتقدان جوایز سرگرمی‌های لاتین: بهترین بازیگر نقش اول مرد؛ ۲۰۰۸.
- جایزه تتو به عنوان بهترین بازیگر در درام ۲۰۱۳[۲]
- ۲۰۱۳ جوایز مارتین فیرو: بهترین بازیگر مرد درام روزانه[۳]

نامزد
- انجمن منتقدان فیلم آرژانتین: شاهرخ نقره‌ای، برای بهترین بازیگر نقش اول مرد؛ (۲۰۰۰).
- انجمن منتقدان فیلم آرژانتین: شاهرخ نقره‌ای، برای بهترین بازیگر نقش اول مرد؛ (۲۰۰۵).